# AMIGO1
AMIGO1 (англ. Adhesion molecule with Ig like domain 1) – білок, який кодується однойменним геном, розташованим у людей на 1-й хромосомі. Довжина поліпептидного ланцюга білка становить 493 амінокислот, а молекулярна маса — 55 239.
| 10         |  | 20         |  | 30         |  | 40         |  | 50         |
| ---------- |  | ---------- |  | ---------- |  | ---------- |  | ---------- |
| MHPHRDPRGL |  | WLLLPSLSLL |  | LFEVARAGRA |  | VVSCPAACLC |  | ASNILSCSKQ |
| QLPNVPHSLP |  | SYTALLDLSH |  | NNLSRLRAEW |  | TPTRLTQLHS |  | LLLSHNHLNF |
| ISSEAFSPVP |  | NLRYLDLSSN |  | QLRTLDEFLF |  | SDLQVLEVLL |  | LYNNHIMAVD |
| RCAFDDMAQL |  | QKLYLSQNQI |  | SRFPLELVKE |  | GAKLPKLTLL |  | DLSSNKLKNL |
| PLPDLQKLPA |  | WIKNGLYLHN |  | NPLNCDCELY |  | QLFSHWQYRQ |  | LSSVMDFQED |
| LYCMNSKKLH |  | NVFNLSFLNC |  | GEYKERAWEA |  | HLGDTLIIKC |  | DTKQQGMTKV |
| WVTPSNERVL |  | DEVTNGTVSV |  | SKDGSLLFQQ |  | VQVEDGGVYT |  | CYAMGETFNE |
| TLSVELKVHN |  | FTLHGHHDTL |  | NTAYTTLVGC |  | ILSVVLVLIY |  | LYLTPCRCWC |
| RGVEKPSSHQ |  | GDSLSSSMLS |  | TTPNHDPMAG |  | GDKDDGFDRR |  | VAFLEPAGPG |
| QGQNGKLKPG |  | NTLPVPEATG |  | KGQRRMSDPE |  | SVSSVFSDTP |  | IVV        |

A: Аланін

C: Цистеїн

D: Аспарагінова кислота

E: Глутамінова кислота

F: Фенілаланін

G: Гліцин

H: Гістидин

I: Ізолейцин

K: Лізин

L: Лейцин

M: Метіонін

N: Аспарагін

P: Пролін

Q: Глутамін

R: Аргінін

S: Серин

T: Треонін

V: Валін

W: Триптофан

Кодований геном білок за функціями належить до білків розвитку, фосфопротеїнів. 
Задіяний у таких біологічних процесах, як клітинна адгезія, диференціація клітин, нейрогенез. 
Локалізований у клітинній мембрані, мембрані, клітинних відростках.